# 983 Gunila
983 Gunila eller 1922 ME är en asteroid i huvudbältet, som upptäcktes den 30 juli 1922 av den tyske astronomen Karl Wilhelm Reinmuth i Heidelberg.
Asteroiden har en diameter på ungefär 73 kilometer.